# 明科駅
明科駅（あかしなえき）は、長野県安曇野市明科中川手にある、東日本旅客鉄道（JR東日本）篠ノ井線の駅である。
特急「しなの」の一部や快速が停車する。また、当駅始発の列車も設定されている。

## 歴史
- 1902年（明治35年）6月15日：官設鉄道（のちの日本国有鉄道）篠ノ井線・西条 - 松本間の開通と同時に開業[3]。旅客・貨物の取り扱いを開始[1]。
- 1947年（昭和22年）10月13日：昭和天皇の戦後巡幸。長野駅発、当駅駅着のお召し列車が運行[4]。
- 1964年（昭和39年）5月14日：昭和天皇、香淳皇后が第15回全国植樹祭開催に合わせて県内を行幸啓。お召し列車が発着[5]。
- 1982年（昭和57年）10月31日：貨物の取り扱いを廃止[6]。
- 1984年（昭和59年）2月1日：荷物の扱いを廃止[1]。
- 1987年（昭和62年）4月1日：国鉄分割民営化により、JR東日本の駅となる[1]。
- 1988年（昭和63年）9月10日：西条 - 当駅間のルートが変更。
- 2016年（平成28年）
  - 4月30日：みどりの窓口の営業を終了[7] 。
  - 6月1日：業務委託化。同時に西条 - 冠着間各駅の管理業務を松本駅に移管。
- 2022年（令和4年）度末：駅舎のリニューアル工事が完了し、新駅舎の供用を開始[8]。
- 2023年（令和5年）10月28日：駅前広場の改修工事が完了し、竣工式を挙行[9]。
- 2025年（令和7年）
  - 2月以降：篠ノ井線の駅番号にSN 08を設定[10]。
  - 3月15日：ICカード「Suica」の利用が可能となる[11][12]。東京近郊区間に編入される[11]。

## 駅構造
単式ホーム1面1線と島式ホーム1面2線、計2面3線のホームを有する地上駅である。互いのホームは跨線橋で連絡している。留置線を有する。
ステーションビルMIDORIが駅業務を受託する松本駅管理の業務委託駅である。指定席券売機と簡易Suica改札機（入場機・出場機）が設置されている。
駅周辺では3,000羽以上のカラスが夜間ねぐらとしている。鳥害対策のため、2008年（平成20年）2月には下りホーム北側に罠を試験的に設置していた。

### のりば
| 番線 | 路線     | 方向 | 行先             | 備考           |
| ---- | -------- | ---- | ---------------- | -------------- |
| 1    | 篠ノ井線 | 下り | 篠ノ井・長野方面 |                |
| 2    | 篠ノ井線 | 下り | 篠ノ井・長野方面 | 待避・始発列車 |
| 2    | 篠ノ井線 | 上り | 松本・塩尻方面   | 待避・始発列車 |
| 3    | 篠ノ井線 | 上り | 松本・塩尻方面   |                |

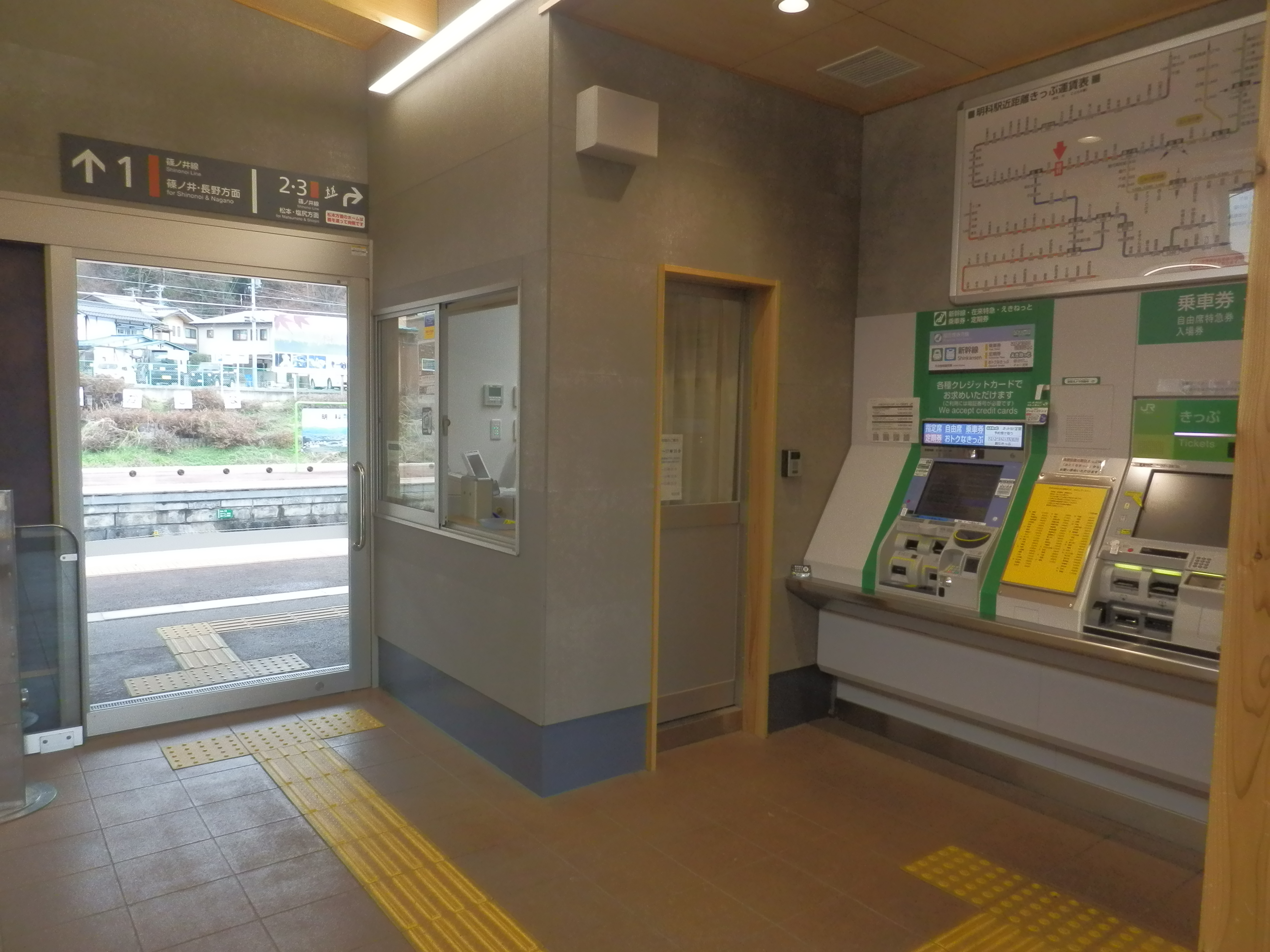
改札口（2023年12月）
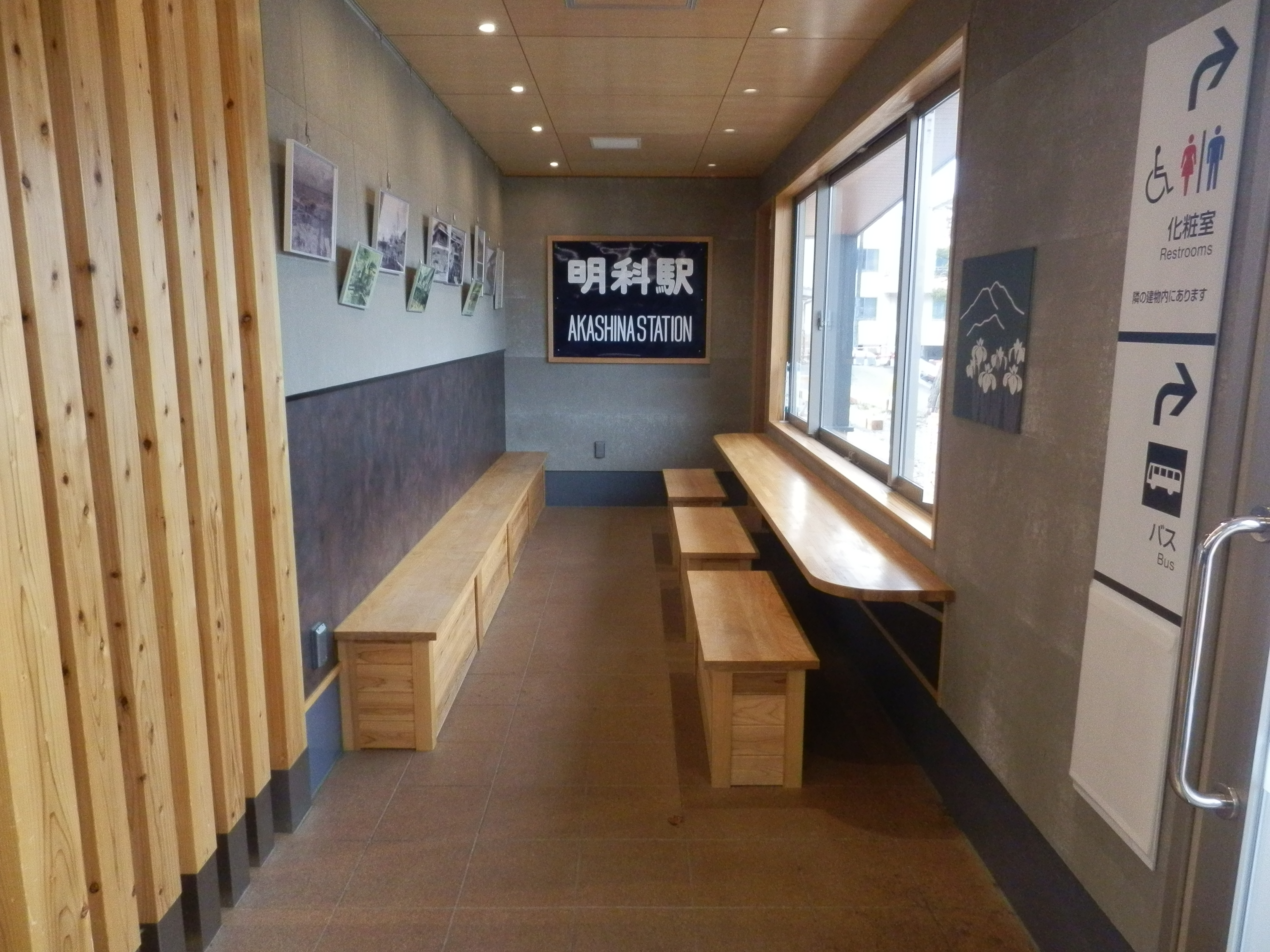
待合室（2023年12月）
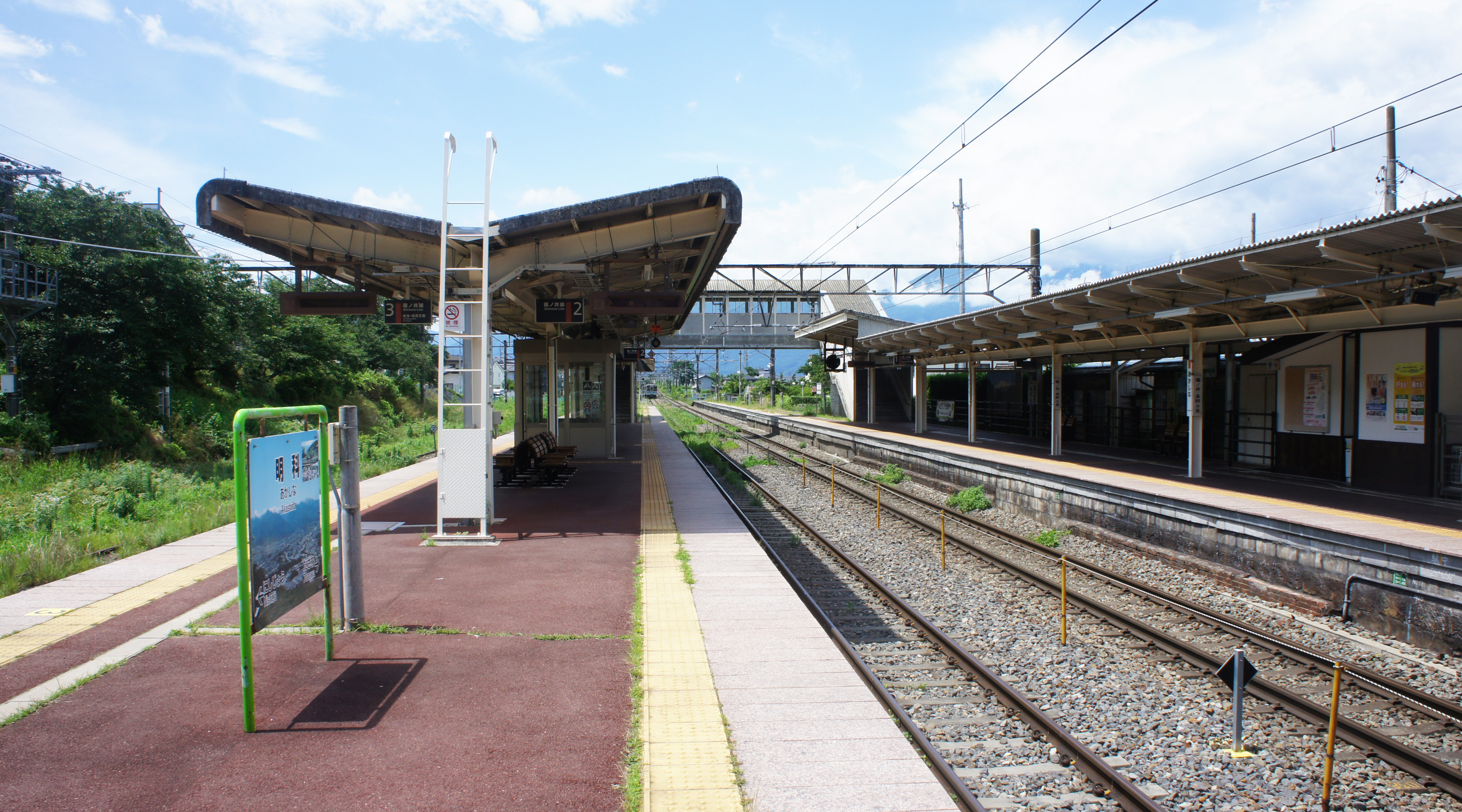
ホーム（2021年7月）
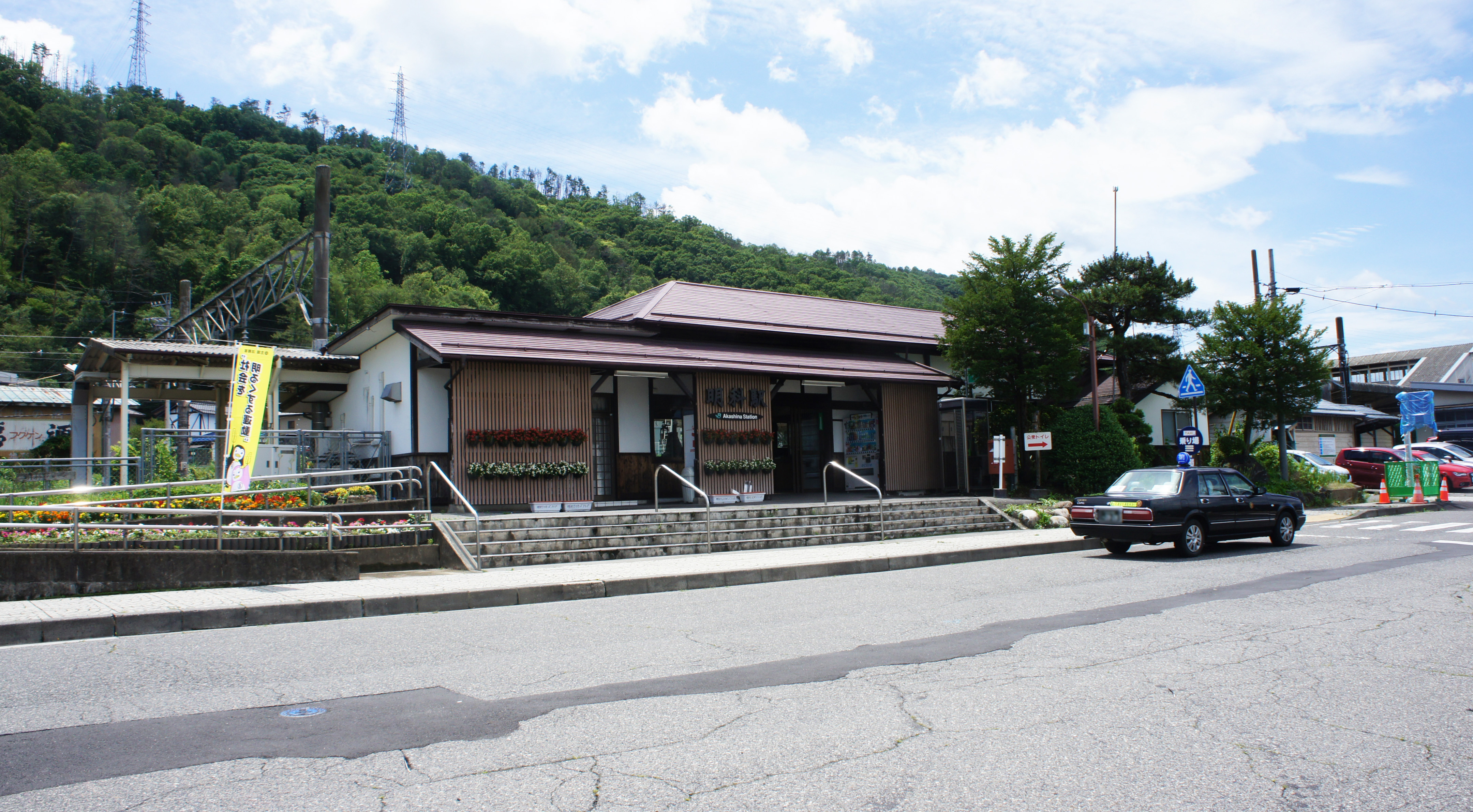
建替え前の駅舎（2021年7月）
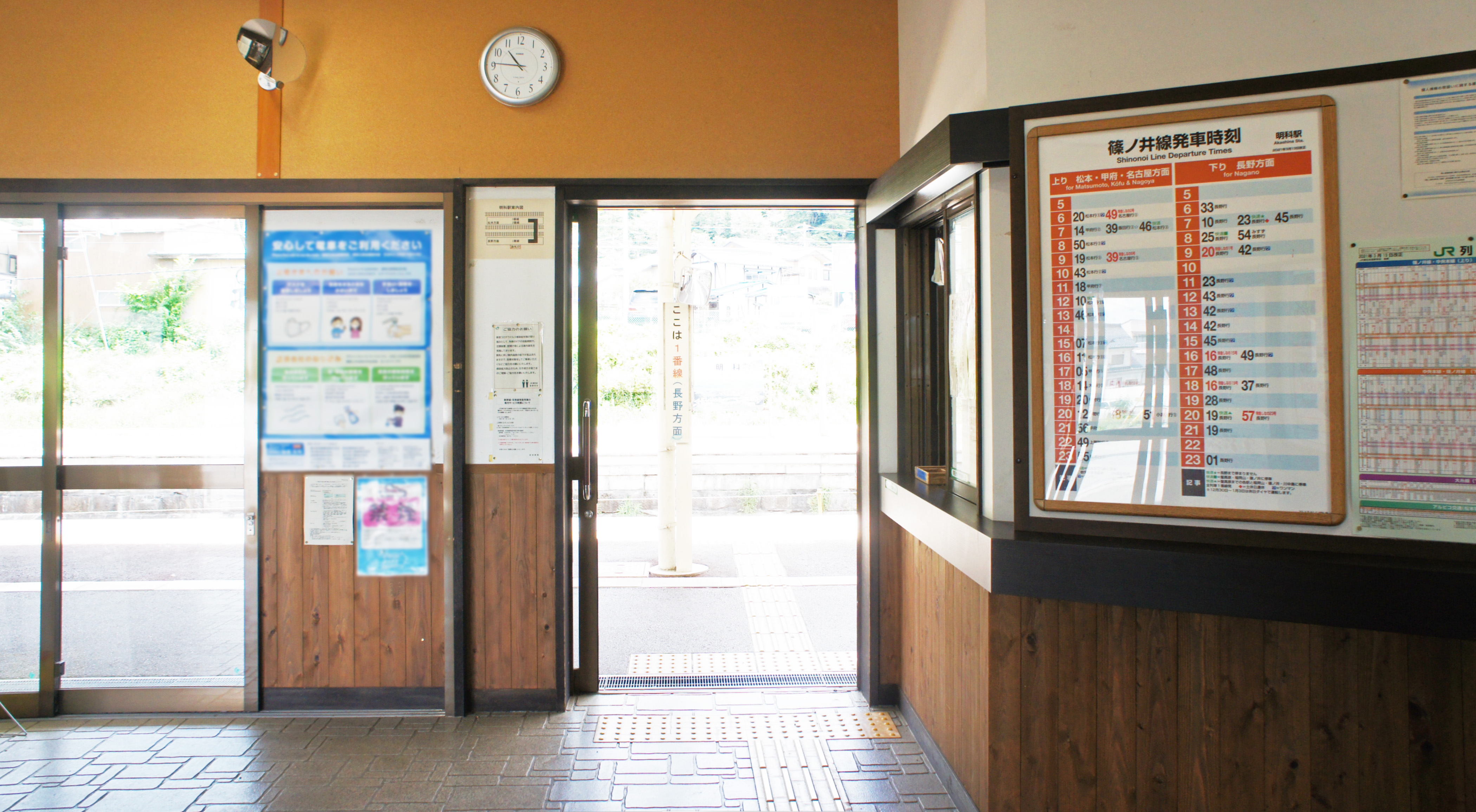
建替え前の改札口（2021年7月）
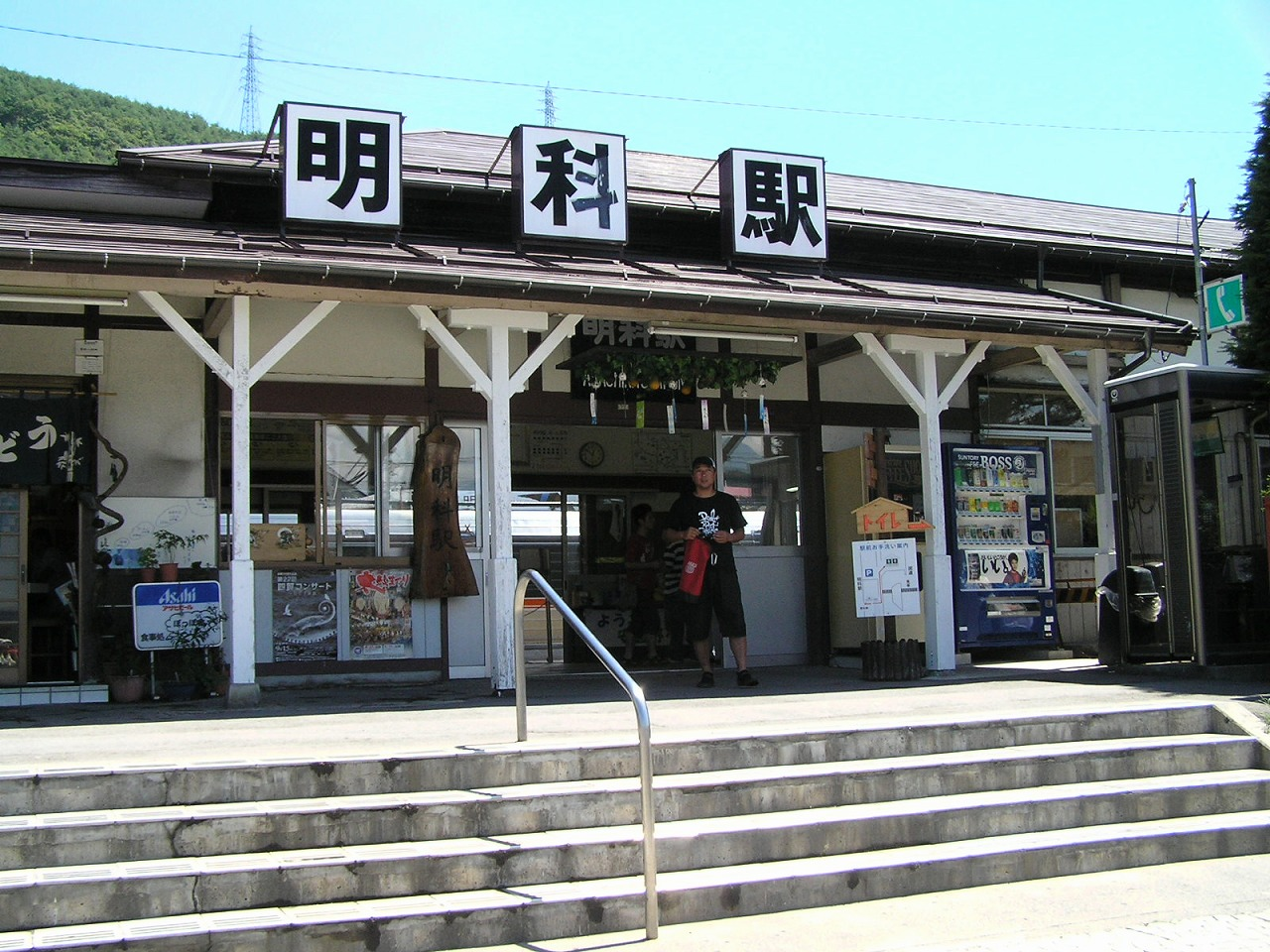
リニューアル前の駅舎（2007年8月）

## 利用状況
JR東日本によると、2023年度（令和5年度）の1日平均乗車人員は806人である。
2000年度（平成12年度）以降の推移は以下のとおりである。
| 1日平均乗車人員推移 | 1日平均乗車人員推移 | 1日平均乗車人員推移 | 1日平均乗車人員推移 | 1日平均乗車人員推移 |
| 年度                | 定期外              | 定期                | 合計                | 出典                |
| ------------------- | ------------------- | ------------------- | ------------------- | ------------------- |
| 2000年（平成12年）  |                     |                     | 1,434               | [ 利用客数 2 ]      |
| 2001年（平成13年）  |                     |                     | 1,362               | [ 利用客数 3 ]      |
| 2002年（平成14年）  |                     |                     | 1,306               | [ 利用客数 4 ]      |
| 2003年（平成15年）  |                     |                     | 1,238               | [ 利用客数 5 ]      |
| 2004年（平成16年）  |                     |                     | 1,230               | [ 利用客数 6 ]      |
| 2005年（平成17年）  |                     |                     | 1,211               | [ 利用客数 7 ]      |
| 2006年（平成18年）  |                     |                     | 1,096               | [ 利用客数 8 ]      |
| 2007年（平成19年）  |                     |                     | 1,102               | [ 利用客数 9 ]      |
| 2008年（平成20年）  |                     |                     | 1,087               | [ 利用客数 10 ]     |
| 2009年（平成21年）  |                     |                     | 1,064               | [ 利用客数 11 ]     |
| 2010年（平成22年）  |                     |                     | 1,061               | [ 利用客数 12 ]     |
| 2011年（平成23年）  |                     |                     | 1,076               | [ 利用客数 13 ]     |
| 2012年（平成24年）  | 246                 | 827                 | 1,073               | [ 利用客数 14 ]     |
| 2013年（平成25年）  | 245                 | 849                 | 1,094               | [ 利用客数 15 ]     |
| 2014年（平成26年）  | 245                 | 809                 | 1,054               | [ 利用客数 16 ]     |
| 2015年（平成27年）  | 260                 | 806                 | 1,067               | [ 利用客数 17 ]     |
| 2016年（平成28年）  | 252                 | 812                 | 1,064               | [ 利用客数 18 ]     |
| 2017年（平成29年）  | 250                 | 803                 | 1,053               | [ 利用客数 19 ]     |
| 2018年（平成30年）  | 243                 | 794                 | 1,037               | [ 利用客数 20 ]     |
| 2019年（令和元年）  | 226                 | 770                 | 996                 | [ 利用客数 21 ]     |
| 2020年（令和02年）  | 116                 | 680                 | 796                 | [ 利用客数 22 ]     |
| 2021年（令和03年）  | 127                 | 622                 | 749                 | [ 利用客数 23 ]     |
| 2022年（令和04年）  | 157                 | 616                 | 774                 | [ 利用客数 24 ]     |
| 2023年（令和05年）  | 184                 | 622                 | 806                 | [ 利用客数 1 ]      |

一日平均乗車人員（単位：人/日）

## 駅周辺

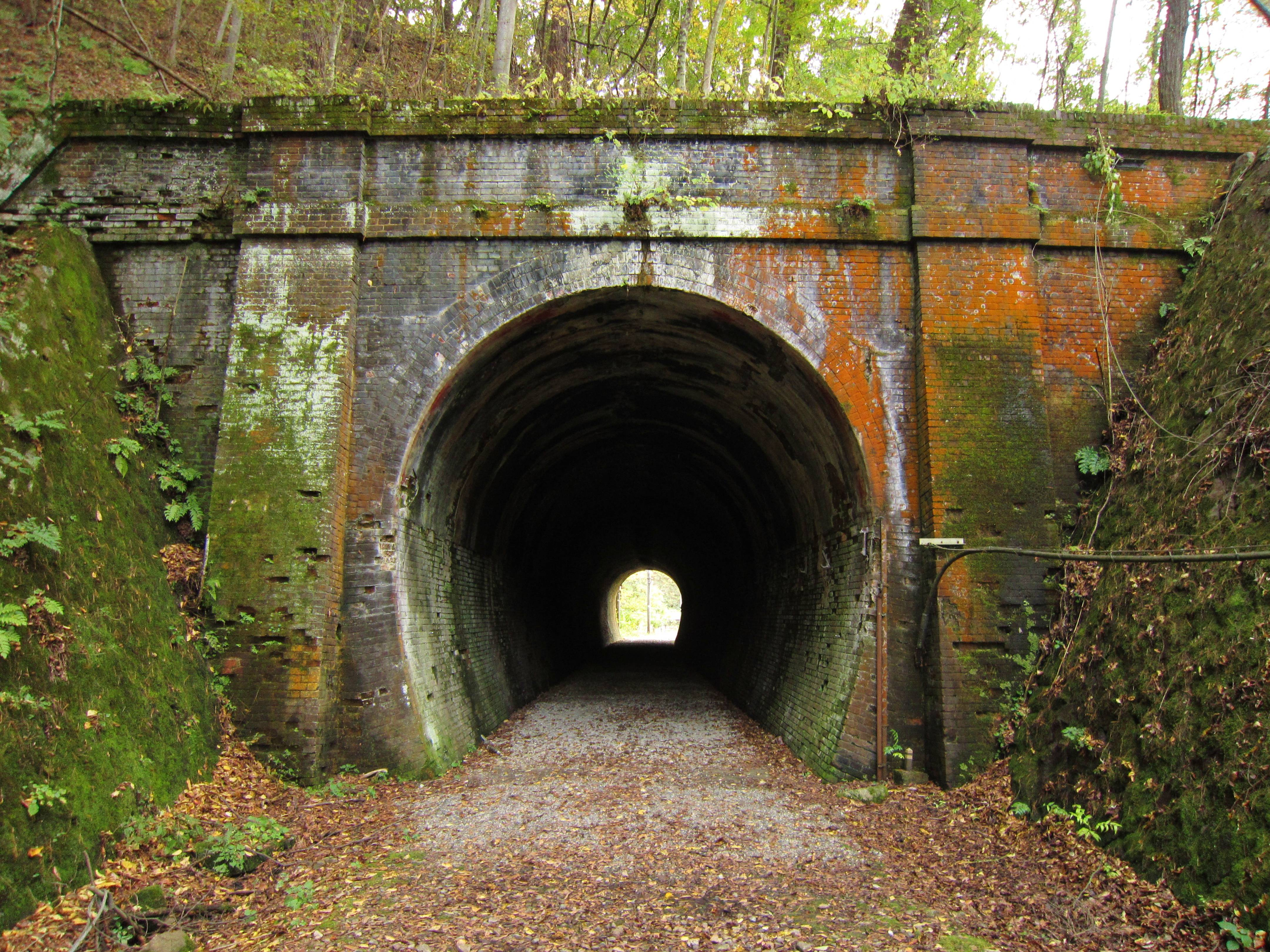
廃線敷にある漆久保トンネル

駅前は1985年（昭和60年）から5年かけて整備され、ロータリーや駅の東西を結ぶ歩行者通路が新設された。その後、2019年（令和元年）から2023年（令和5年）にかけて明科駅前広場整備工事が行われた。
- 犀川
  - 御宝田遊水池
  - 大王わさび農場
- 安曇野市役所明科支所
  - 明科公民館[3]
- 子どもと大人の交流学習施設「ひまわり」
  - 安曇野市明科図書館
- 長野県明科高等学校[3]
- 長野県水産試験場[3]
- 国道19号
- 国道403号
- 八十二銀行明科支店
- 松本信用金庫明科支店
- 安曇野警察署安曇野市明科交番
- 龍門渕公園[3]
- あやめ公園
- 龍門寺 - 篠ノ井線建設時の殉職者の慰霊碑が建立されている[3]。
- 旧国鉄篠ノ井線廃線敷トレッキングコース - 隣の西条駅との間の旧線跡の廃線敷の一部が遊歩道として開放されている[3][16]。
- 会田川
- 明科高校

## バス路線

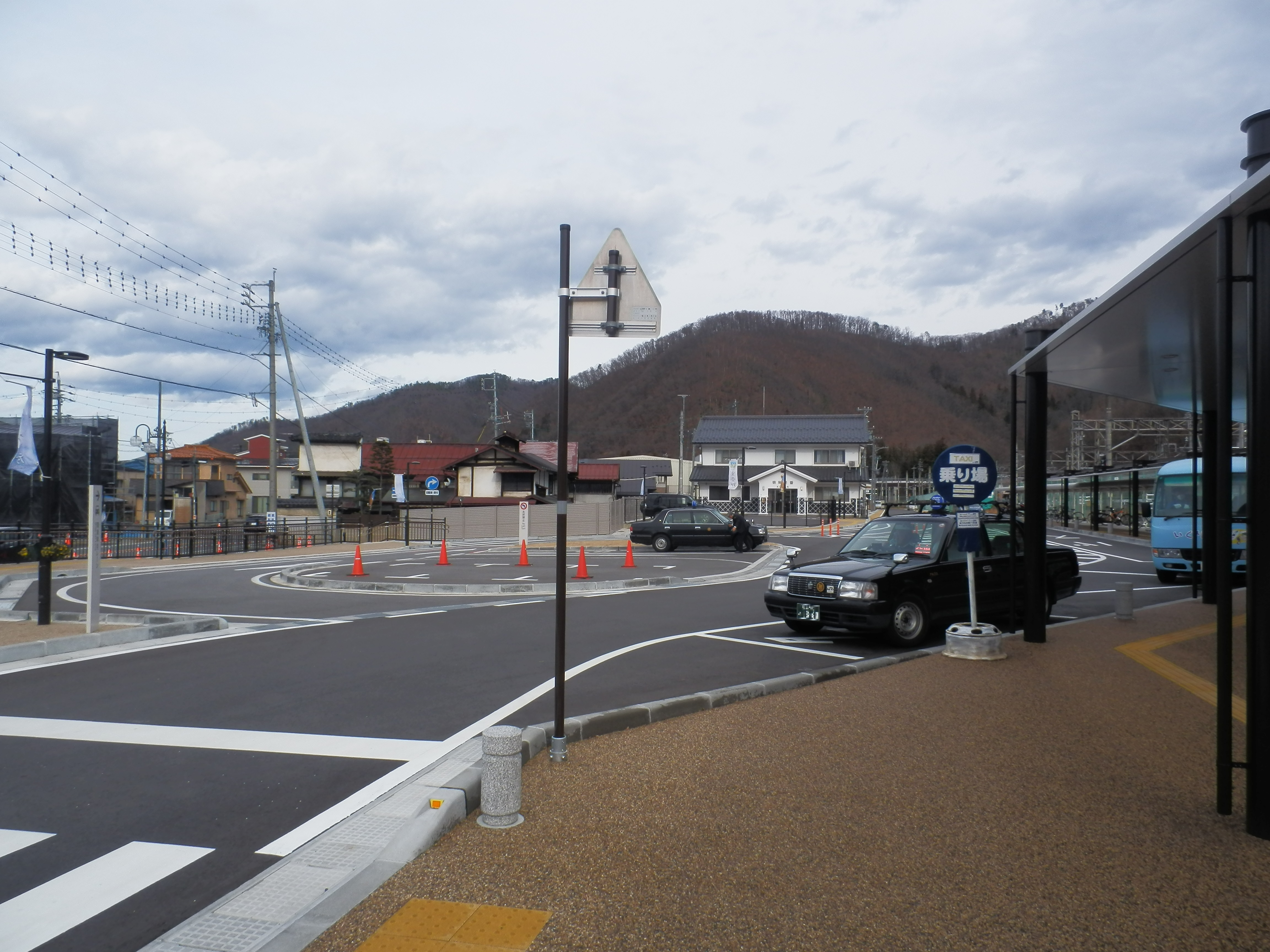
駅前広場（2023年12月）

「明科駅前」停留所にて発着する。路線バスの乗降場所は駅東側にある。かつては、バスのりばは生坂村営バス以外が駅前広場の歩道橋前で、生坂村営バスのみ乗り場は旧アヤメシティ（現在閉業、のちに解体）前だったりと別々だった。しかし、駅前広場が2023年（令和5年）10月28日に改修され、バス乗り場が現在の歩道橋前に集約された。
- 安曇野市バス - 穂高駅方面[17]
- あづみ野エンジョイバス（季節運行） - 大王わさび農場方面[18]
- 松本市営バス - 四賀方面[19]
- 生坂村営バス - 生坂村方面[20]
- 池田町営バス 明科線  - 池田町方面[21]

## 隣の駅
東日本旅客鉄道（JR東日本）
 篠ノ井線
- 特急「しなの」一部停車駅

□快速
田沢駅 (SN 07) - 明科駅 (SN 08) - 西条駅 (SN 09)* - 坂北駅 (SN 10)* - 聖高原駅 (SN 11)
*:一部の快速列車は、西条駅および坂北駅を通過する。
■普通（「みすず」含む）
田沢駅 (SN 07) - 明科駅 (SN 08) - 西条駅 (SN 09)
1988年（昭和63年）までは、当駅 - 西条駅間に潮沢信号場が存在した。

### 記事本文
1. 1 2 3 4  石野哲 編『停車場変遷大事典 国鉄・JR編 II』（初版）JTB、1998年10月1日、206頁。ISBN 978-4-533-02980-6。
2. 1 2  “駅業務委託”.   ステーションビルMIDORI. 2022年4月1日閲覧。
3. 1 2 3 4 5 6 7 8 9 10  信濃毎日新聞社出版部 編『長野県鉄道全駅』（増補改訂版）信濃毎日新聞社、2011年7月24日、83頁。ISBN 9784784071647。
4. ↑  原武史『昭和天皇御召列車全記録』新潮社、2016年9月30日、97頁。ISBN 978-4-10-320523-4。
5. ↑  原武史『昭和天皇御召列車全記録』p.126
6. ↑  「日本国有鉄道公示第142号」『官報』1982年10月30日。
7. ↑  『JR時刻表』交通新聞社、2016年5月、8頁。
8. ↑  『明科駅のリニューアル工事について』（PDF）（プレスリリース）東日本旅客鉄道長野支社、2022年3月25日。オリジナルの2022年3月25日時点におけるアーカイブ。2022年3月27日閲覧。
9. 1 2  “「明科駅前広場：新しいランドマークの誕生」 - 安曇野市公式ホームページ”.   安曇野市 (2023年11月9日). 2025年5月13日閲覧。
10. ↑  『JR東日本長野支社管内へ「駅ナンバリング」を拡大します』（PDF）（プレスリリース）東日本旅客鉄道長野支社、2024年12月13日。オリジナルの2024年12月13日時点におけるアーカイブ。2024年12月16日閲覧。
11. 1 2 3  『2025年3月15日（土）長野県のSuica利用がますます便利になります』（PDF）（プレスリリース）東日本旅客鉄道長野支社、2024年12月13日。オリジナルの2024年12月13日時点におけるアーカイブ。2024年12月16日閲覧。
12. ↑  『長野県におけるSuicaご利用駅の拡大について』（PDF）（プレスリリース）東日本旅客鉄道長野支社、2023年6月20日。オリジナルの2023年6月20日時点におけるアーカイブ。2023年6月20日閲覧。
13. 1 2 3  “JR東日本：駅構内図・バリアフリー情報（明科駅）”.   東日本旅客鉄道. 2025年5月13日閲覧。
14. ↑  「賢いカラス、一枚上手？ 明科駅の捕獲おり効果なし　長野」『信濃毎日新聞』信濃毎日新聞社、2008年3月5日。[リンク切れ]
15. 1 2  “生まれ変わった安曇野・東の玄関口 明科駅”.   安曇野市. 2025年7月24日閲覧。
16. ↑  “明治の軌跡「旧国鉄篠ノ井線　廃線敷コース」”.   安曇野市 (2015年12月28日). 2018年4月21日閲覧。
17. ↑  “市バス（定時定路線）路線図　＜穂高駅・明科駅路線＞” (PDF). ☆★定時定路線　ご利用案内（令和7年3月15日改正）★☆ - 安曇野市公式ホームページ.   安曇野市 (2025年3月15日). 2025年5月13日閲覧。
18. ↑  “あづみ野エンジョイバス ～ 安曇野をお気軽に - 安曇観光タクシーは長野県安曇野・北アルプスへの観光タクシー会社です”.   安曇観光タクシー. 2025年5月13日閲覧。
19. ↑  “路線図（四賀・奈川）” (PDF). 松本市内バス路線図・時刻表 - 松本市ホームページ (2025年4月7日). 2025年5月13日閲覧。
20. ↑  “令和7年度4月改正版生坂村営バス時刻表 及び 運賃価格表” (PDF). 長野県生坂村 村営バス.   生坂村. 2025年5月13日閲覧。
21. ↑  “町営バス 明科線” (PDF). 池田町営バス | 長野県・あづみ野・池田町.   池田町 (2025年3月18日). 2025年5月13日閲覧。

### 利用状況
1. 1 2  “各駅の乗車人員（2023年度）”.   東日本旅客鉄道. 2024年7月20日閲覧。
2. ↑  “各駅の乗車人員（2000年度）”.   東日本旅客鉄道. 2019年3月27日閲覧。
3. ↑  “各駅の乗車人員（2001年度）”.   東日本旅客鉄道. 2019年3月27日閲覧。
4. ↑  “各駅の乗車人員（2002年度）”.   東日本旅客鉄道. 2019年3月27日閲覧。
5. ↑  “各駅の乗車人員（2003年度）”.   東日本旅客鉄道. 2019年3月27日閲覧。
6. ↑  “各駅の乗車人員（2004年度）”.   東日本旅客鉄道. 2019年3月27日閲覧。
7. ↑  “各駅の乗車人員（2005年度）”.   東日本旅客鉄道. 2019年3月27日閲覧。
8. ↑  “各駅の乗車人員（2006年度）”.   東日本旅客鉄道. 2019年3月27日閲覧。
9. ↑  “各駅の乗車人員（2007年度）”.   東日本旅客鉄道. 2019年3月27日閲覧。
10. ↑  “各駅の乗車人員（2008年度）”.   東日本旅客鉄道. 2019年3月27日閲覧。
11. ↑  “各駅の乗車人員（2009年度）”.   東日本旅客鉄道. 2019年3月27日閲覧。
12. ↑  “各駅の乗車人員（2010年度）”.   東日本旅客鉄道. 2019年3月27日閲覧。
13. ↑  “各駅の乗車人員（2011年度）”.   東日本旅客鉄道. 2019年3月27日閲覧。
14. ↑  “各駅の乗車人員（2012年度）”.   東日本旅客鉄道. 2019年3月27日閲覧。
15. ↑  “各駅の乗車人員（2013年度）”.   東日本旅客鉄道. 2019年3月27日閲覧。
16. ↑  “各駅の乗車人員（2014年度）”.   東日本旅客鉄道. 2019年3月27日閲覧。
17. ↑  “各駅の乗車人員（2015年度）”.   東日本旅客鉄道. 2019年3月27日閲覧。
18. ↑  “各駅の乗車人員（2016年度）”.   東日本旅客鉄道. 2019年3月27日閲覧。
19. ↑  “各駅の乗車人員（2017年度）”.   東日本旅客鉄道. 2019年3月27日閲覧。
20. ↑  “各駅の乗車人員（2018年度）”.   東日本旅客鉄道. 2019年7月11日閲覧。
21. ↑  “各駅の乗車人員（2019年度）”.   東日本旅客鉄道. 2020年7月13日閲覧。
22. ↑  “各駅の乗車人員（2020年度）”.   東日本旅客鉄道. 2021年7月24日閲覧。
23. ↑  “各駅の乗車人員（2021年度）”.   東日本旅客鉄道. 2022年8月7日閲覧。
24. ↑  “各駅の乗車人員（2022年度）”.   東日本旅客鉄道. 2023年7月11日閲覧。